# Krunýřovka krillová
Krunýřovka krillová (Euphausia superba Dana, 1852) je korýš z řádu krunýřovek.

## Popis
Krunýřovka krillová je drobný korýš žijící ve velkých hejnech, přičemž v jednom krychlovém metru žije 10 000 až 30 000 jedinců. Živí se droboučkým fytoplanktonem. Dorůstá velikosti až 6 cm, dosahuje hmotnosti 2 gramů a dožívá se 6 let. Vyskytuje se v chladných vodách Jižního oceánu.

## Význam
Je nejvýznamnější složkou antarktického krilu, jenž představuje zdroj potravy pro různé vodní obratlovce a bezobratlé. Patrně se jedná o jeden z nejpočetnějších druhů na Zemi, hmotnost biomasy se odhaduje přibližně na 500 miliónů tun.